# Christopher Warde
Sir Christopher Warde of Givendale, (* 1453; † 1521) war ein englischer Ritter.

## Leben
Sir Christopher Warde (auch Ward) war ein Sohn von Sir Roger Ward.
Er diente 1474 Henry Percy, 4. Earl of Northumberland und kämpfte unter Richard, Duke of Gloucester 1482 im Feldzug gegen Schottland, wo er vom Duke of Gloucester zum Ritter geschlagen wurde.
Sir Christopher war Sheriff, wurde als Justice of Array 1485 mit Aufgaben betraut und diente als Master of the Hart-Hounds.
Während der Rosenkriege kämpfte er am 22. August 1485 für Richard III. bei der Schlacht von Bosworth.
Sir Christopher schien sich danach mit dem herrschenden Haus Tudor arrangiert zu haben und stieß im April 1486 bei Doncaster zu Heinrich VII. und dessen Gefolge auf deren Rundreise in den Norden.
Trotzdem wurde Sir Christopher kurz darauf in Gewahrsam genommen, da er verdächtigt wurde die Verschwörung um Francis Lovel, 1. Viscount Lovel unterstützen zu können.
Sir Christopher beteiligte sich aber nicht an der Revolte, die 1487 in die Schlacht von Stoke mündete und schien ausreichend Loyalität gegenüber König Henrich zu haben.
Laut einigen Publikationen kämpfte Sir Christopher als Standard Bearer unter Heinrich VIII. bei der Belagerung von Boulogne. Da diese Belagerung aber lange nach seinem Tod stattfand, handelt es sich hier entweder um eine Verwechslung, oder es ist die Belagerung unter Heinrich VII. 1492 gemeint.
Im Jahr 1513 kämpfte Sir Christopher bei der Belagerung von Norham Castle und der Schlacht von Flodden Field unter Thomas Howard, 2. Duke of Norfolk.
Sir Christopher starb im Jahr 1521.

## Ehe und Nachkommen
Sir Christopher war verheiratet mit Margaret Gascoigne, Tochter des Sir William Gascoigne of Gawthorpe und Joan Neville.
Das Paar hatte drei Töchter:
- Anne ⚭ Sir Ralph Neville of Thornton[4][12]
- Joan ⚭ Sir Edward Musgrave[4][9]
- Margaret ⚭ John Lawrence (Esquire)[4][12]